# Type 61
Il Type 61 (61式戦車, Rokuichi shiki sensha) è un carro armato da combattimento, il primo progettato in Giappone dopo la seconda guerra mondiale, e prodotto dalla Mitsubishi Heavy Industries. Entrato in servizio nel 1961, il Type 61 è stato poi progressivamente sostituito dal più moderno Type 74, e ritirato definitivamente nel 2000.
La produzione del Type 61 è iniziata nel 1961, ed è terminata nel 1974, e in totale sono stati costruiti 560 veicoli, esclusivamente per la Japan Ground Self-Defense Force. L'armamento principale è rappresentato da un cannone da 90 mm, non  stabilizzato ma provvisto di un estrattore di fumi e di un freno di bocca a T. Il comandante ha una mitragliatrice montata esternamente da 12,7 mm, che può essere puntata e fatta sparare dall'interno del veicolo. Alcune di queste mitragliatrici sono state provviste di uno scudo. 
All'estero il Type 61 è diventato famoso grazie alla sua sagoma inconfondibile e per l'apparizione in diverse serie e cartoni animati giapponesi.

## Progetto e sviluppo
Lo sviluppo del Type 61 iniziò nel 1955, nascendo dalla urgente necessità di trovare un mezzo corazzato che rispondesse alle esigenze del Giappone, e avendo valutato negativamente i carri armati statunitensi del periodo, considerati troppo obsoleti e tecnicamente superati, oppure, anche se sufficientemente moderni,  non disponibili in un numero adeguato a causa delle tensioni internazionali. Si cominciò quindi a realizzare un progetto coerente con le possibilità industriali del Giappone, ripristinando le capacità produttive della Mitsubishi Heavy Industries che si era precedentemente occupata della fabbricazione dei mezzi corazzati. E infatti già nel dicembre 1956 fu completato il prino prototipo, chiamato STA-1, seguito dal secondo prototipo STA-2 nel febbraio 1957. Nel 1959 e 1960 furono realizzati altri due prototipi, chiamati STA-3 e STA-4. I prototipi iniziali, poi scartati, differivano per l'altezza con un profilo più basso, e per la posizione più avanzata della torretta. I test dei prototipi furono condotti dal 1956 al 1960, e gli ultimi due modelli furono ritenuti idonei e accettati.

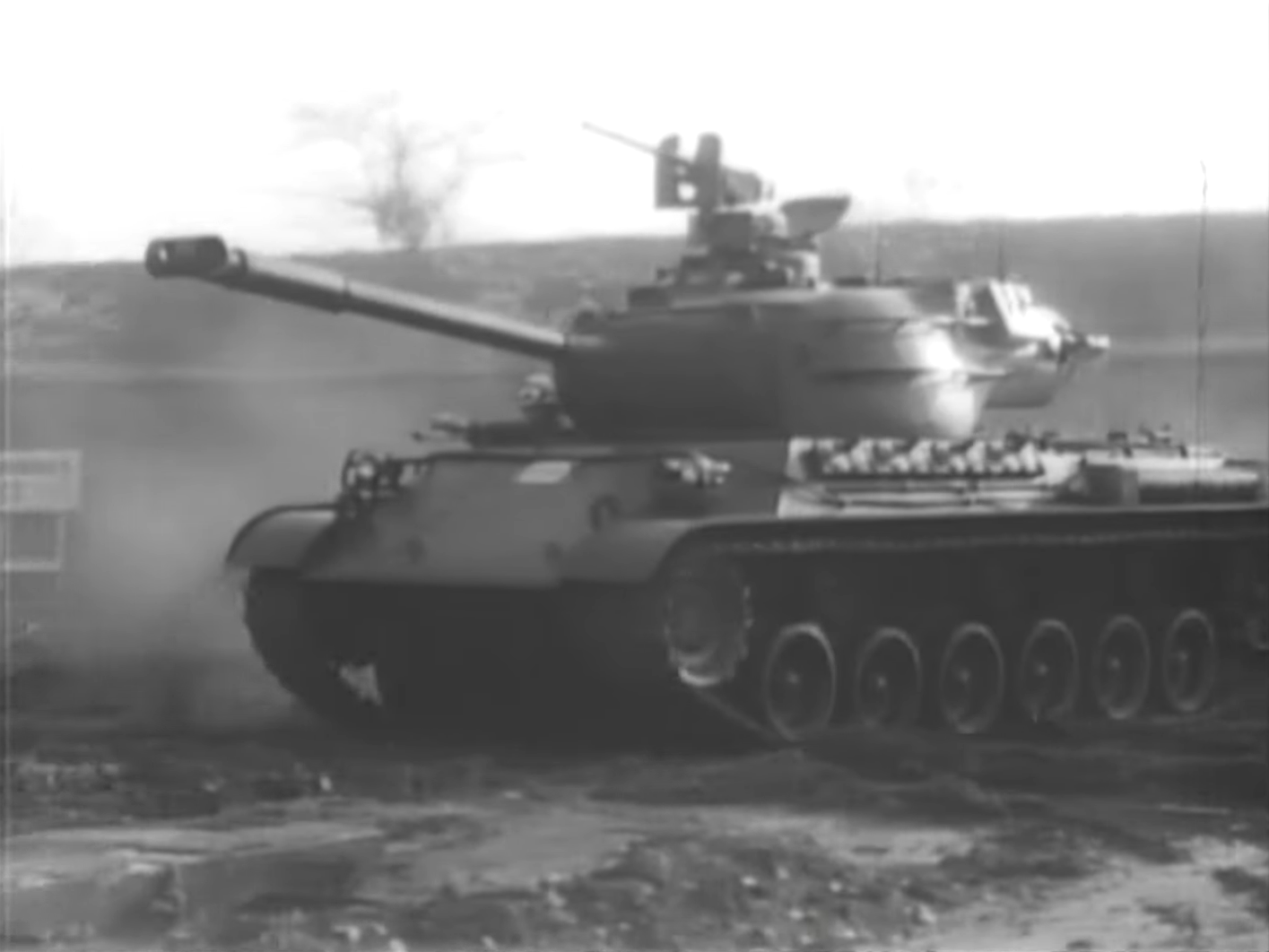
Il terzo prototipo durante le prove nel 1960.

Il Type 61 entrò ufficialmente in servizio nella Japan Ground Self-Defense Force nell'aprile 1961. La produzione in serie si prolungò dal 1961 al 1974, con la costruzione di 560 esemplari. Nonostante fosse già obsoleto da alcuni decenni, il Type 61 rimase incredibilmente in servizio fino al 2000.

## Caratteristiche tecniche
Il Type 61 è un carro armato con struttura convenzionale, molto simile agli altri mezzi del periodo. Ha lo scafo suddiviso in tre vani, e la corazzatura è spessa 55 mm nello scafo e 114 mm nella torretta.

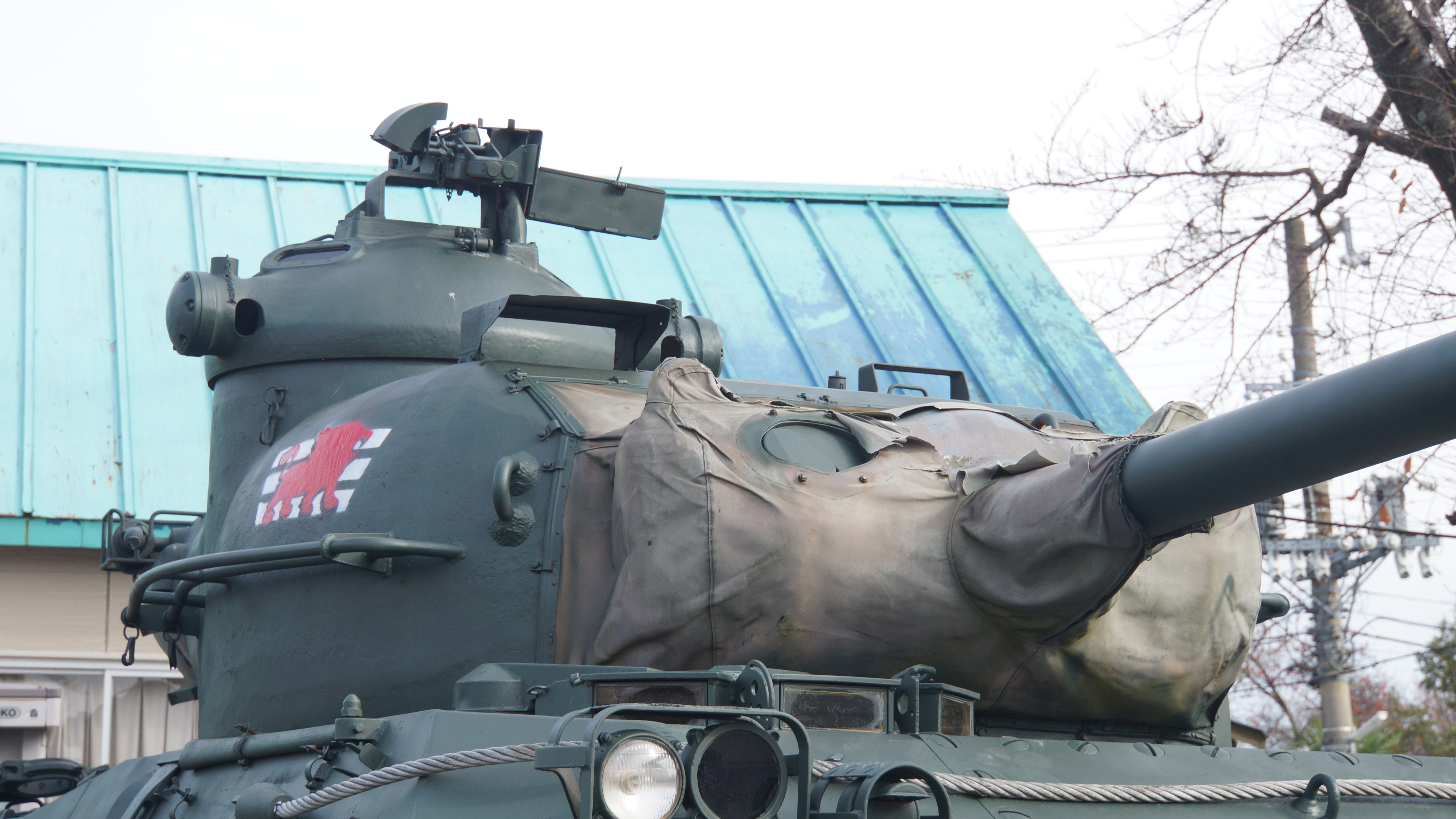
La torretta del Type 61.

Il guidatore è seduto nella parte anteriore destra, mentre nella torretta sono ospitati il comandante e il cannoniere sul lato destro, e l'addetto alla ricarica del cannone nel lato sinistro. Il comandante ha a sua disposizione una cupola con quattro feritoie e un telemetro a coincidenza. Sopra al telemetro è collocato un cannocchiale di mira periscopico e panoramico. Il cannoniere utilizza un semplice collimatore ottico, senza dispositivi elettronici, per il controllo del tiro.

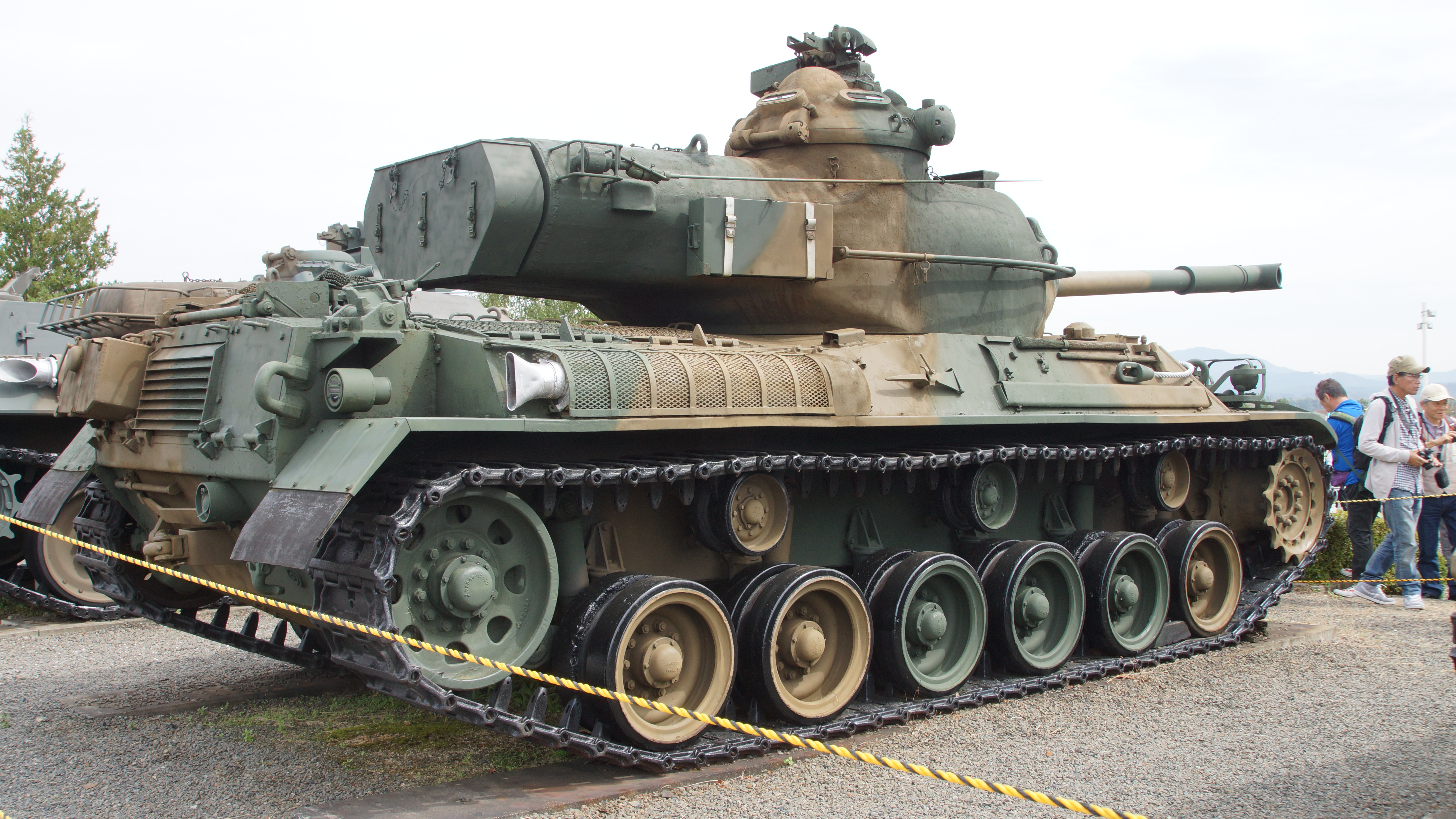
Il profilo tipico del Type 61.

L'armamento principale è costituito da un cannone rigato da 90/52 mm, fornito di un estrattore di fumi e di un freno di bocca a forma di T. Questo cannone, progettato e prodotto da Japan Steel Works, è derivato dal cannone americano M3A1, al quale è stata allungata la canna fino a 52 calibri.

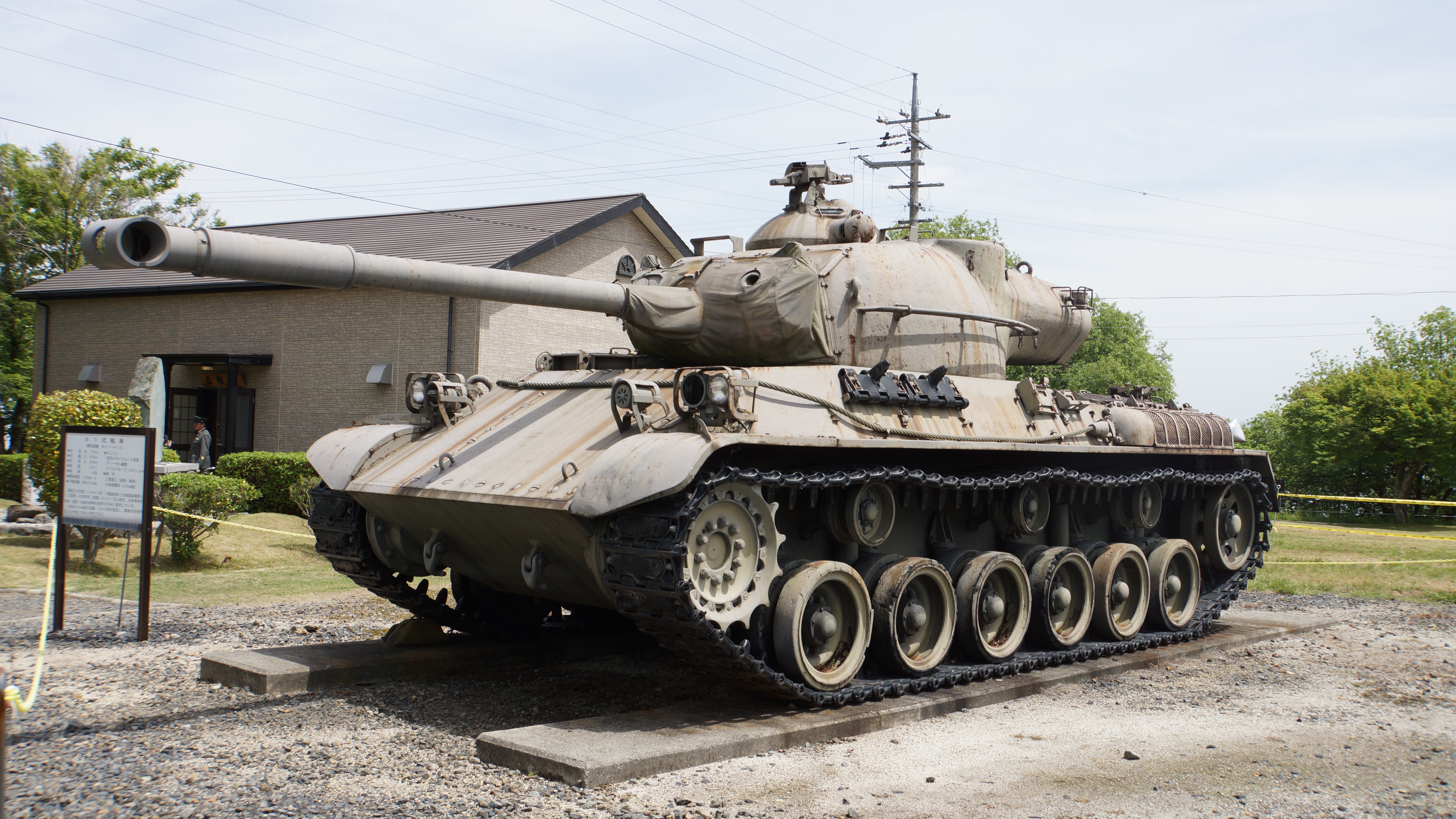
L'arma principale è il cannone da 90 mm.

Il cannone può sparare proiettili perforanti con cappuccio APC-T e perforanti ad alta velocità HVAP-T, proiettili con esplosivo ad alto potenziale anticarro (HEAT-T), e proiettili dirompenti ad alto potenziale (HE). Inoltre può sparare anche granate fumogene (WP). Una mitragliatrice Browning M1919A4 da 7,62 mm è montata coassialmente al cannone, mentre un'altra mitragliatrice brandeggiabile Browning M2 da 12,7 mm è usata per la difesa antiaerea, ed è situata sulla torretta. Alcuni esemplari hanno installato anche un proiettore a raggi infrarossi sulla torretta.
Il motore è un Mitsubishi 12HM-21WT a 4 tempi V12 a iniezione diretta, diesel turbocompresso con una potenza di 570 CV e una cilindrata di 29.600 cc. Il motore è collegato a una trasmissione meccanica che fornisce cinque marce avanti e una indietro. Con la trasmissione è montato anche un riduttore a due velocità che produce ulteriori marce basse da usare su terreni accidentati.

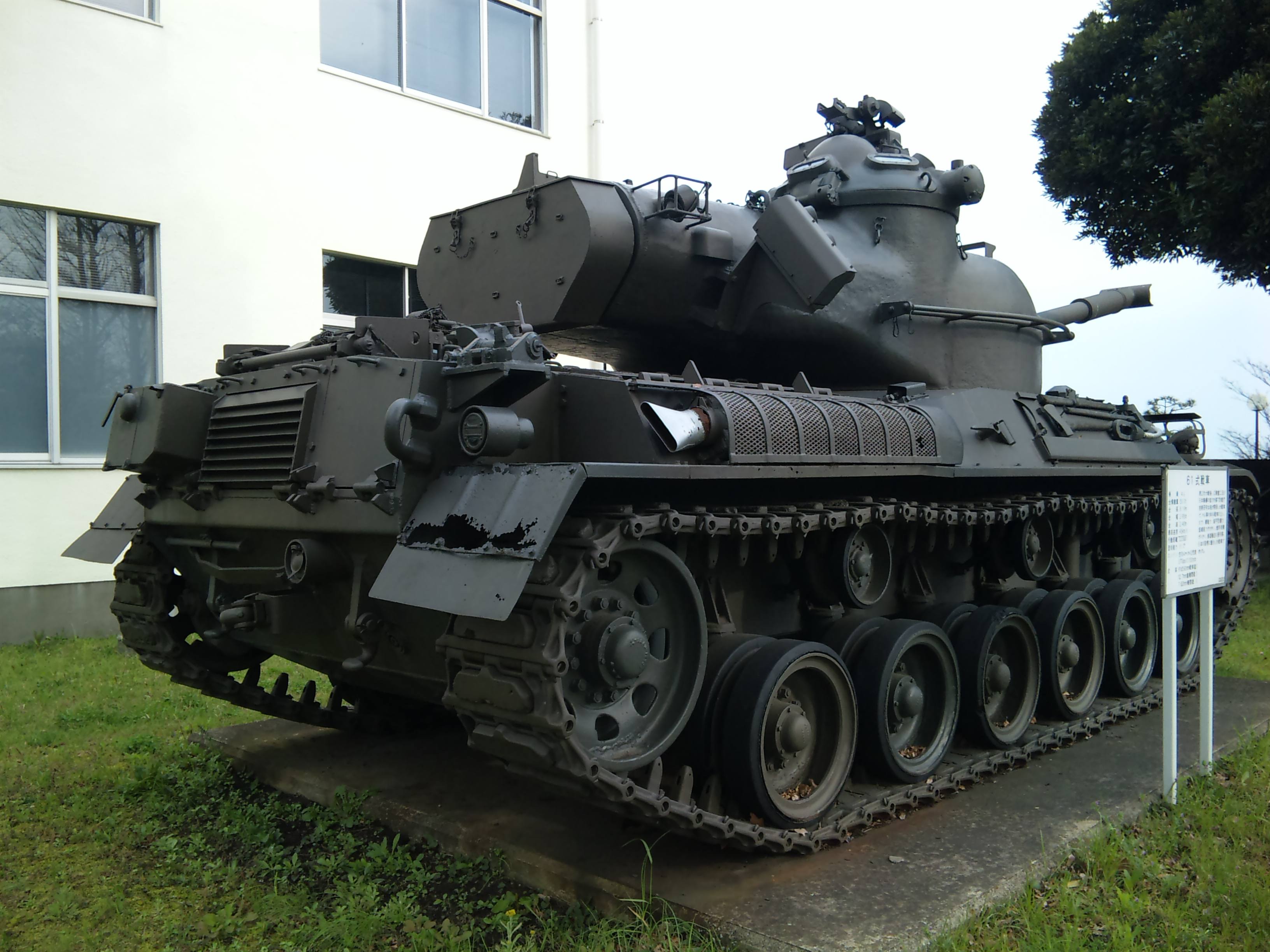
Il treno di rotolamento è composto da sei ruote per ciascun lato, e bracci oscillanti collegati alle barre di torsione.

Le sospensioni sono costituite da barre di torsione, e il treno di rotolamento è dotato di sei ruote su ciascun lato

## Varianti
- Type 61: carro bersaglio da addestramento.
- Type 67: veicolo da combattimento per genieri con gru e apripista (solo progetto).
- Type 67: veicolo gettaponte corazzato.
- Type 70: veicolo recupero corazzato.